# Julie Winnefred Bertrand
Julie Winnefred „Winnie“ Bertrand (* 16. September 1891 in Coaticook; † 18. Januar 2007 in Montreal) war eine kanadische Supercentenarian und Altersrekordlerin. Nach dem Tod von Elizabeth Bolden am 11. Dezember 2006 war sie bis zu ihrem eigenen Tod die älteste lebende Frau der Welt. Außerdem ist sie die drittälteste kanadische Person, die jemals gelebt hat.

## Leben
Julie Winnefred Bertrand wurde am 16. September 1891 in Coaticook in der kanadischen Provinz Québec geboren. Sie war die älteste der sechs Kinder von Napoléon Bertrand und Julia Mullins, letztere wurde in Irland geboren. Bertrand heiratete nie in ihrem Leben und hatte auch keine Kinder. Sie arbeitete als Käuferin und Verkäuferin, bis sie nach Montreal zog, um sich um ihre Eltern zu kümmern. In den 80er Jahren ihres Lebens zog sie in ein Altenheim in derselben Stadt.
Am 16. September 2001 erreichte Bertrand ein Alter von 110 Jahren und wurde somit zur Supercentenarian. Zwei Wochen später wurde ihr Alter von der Gerontology Research Group verifiziert. Mit dem Tod von Anne Samson am 29. November 2004 wurde Bertrand im Alter von 113 Jahren zur ältesten lebenden Person in Kanada. Am 11. Dezember 2006 starb Elizabeth Bolden, woraufhin Bertrand zur ältesten lebenden Frau der Welt wurde.
Bertrand starb am 18. Januar 2007 im Alter von 115 Jahren und 124 Tagen in ihrem Altenheim in Montreal. Sie war zu diesem Zeitpunkt die älteste lebende Frau der Welt sowie die zweitälteste lebende Person der Welt, hinter Emiliano Mercado del Toro, der acht Tage nach Bertrand verstarb, womit Bertrand nur knapp den Status als älteste lebende Person der Welt verpasste. Nach Bertrands Tod wurde Emma Tillman zur ältesten lebenden Frau der Welt, während Jennie Fitzgerald zur ältesten lebenden Person in Kanada wurde.